# Bracon flavipalpisimus
Bracon flavipalpisimus är en stekelart som beskrevs av Flores, Nassar och Donald L.J. Quicke 2005. Bracon flavipalpisimus ingår i släktet Bracon och familjen bracksteklar. Inga underarter finns listade.